# Txirrita
José Manuel Lujambio Retegui (ou Jose Manuel Lujanbio Retegi), plus connu sous le nom de Txirrita ([tʃiʁita]; né en 1860 à Hernani, mort le 3 juin 1936 à Saint-Sébastien) est un  bertsolari (poète improvisateur en langue basque) basque espagnol de la première moitié du XXe siècle.

## Biographie
Né en 1860 dans le quartier de Ereñotzu de Hernani au Guipuscoa, il s'installe ensuite à Errenteria, dans la ferme Txirrita, dont le nom lui est resté associé par la suite. Bien qu'il fût le fils aîné, et donc héritier dans son village, il a entrepris toutes sortes de métiers dans l'agriculture, devenant même maçon. Il ne cessa de travailler, tout au long de sa vie, tout en se présentant aux championnats de bertsolari.
Txirrita aimait passionnément cette tradition poétique basque. Né dans une zone rurale, avec peu ou pas de scolarité (il n'alla jamais à l'école, mais il pouvait lire les lettres de ses amis), il acquit très vite une réputation de bon vivant, célibataire endurci, aimant à faire la noce, grand mangeur et buveur. Il devint aussi célèbre pour sa taille énorme.
Txirrita laissa l'image d'un improvisateur de beaucoup d'esprit, célèbre pour sa grâce et son espièglerie. Mais il fut aussi reconnu pour ses poèmes de nature sociale et politique, qui décrivent parfaitement les sentiments et les pensées des classes populaires basques de l'époque, et pour ses allégations antimilitaristes. Plusieurs de ses compositions ont été sauvées dans la mémoire populaire, même si la plupart ont été préservés par écrit grâce à la bertso-paperak. Selon le folkloriste et biographe Antonio Zavala, beaucoup de personnes se rendaient régulièrement au village de Txirrita pour le faire juge de certaines erreurs de bertsolari, ou contre quelqu'un qui aurait triché dans un concours. Txirrita, ne sachant pratiquement pas écrire, il dictait ses bertso à son neveu, qui en assura plus tard l'impression et la vente. Ces bertso-paperak, qui se vendaient par milliers d'exemplaires dans les fêtes de village, constituaient de fait, depuis longtemps, la seule forme de littérature pour les gens du peuple dans le Pays basque.

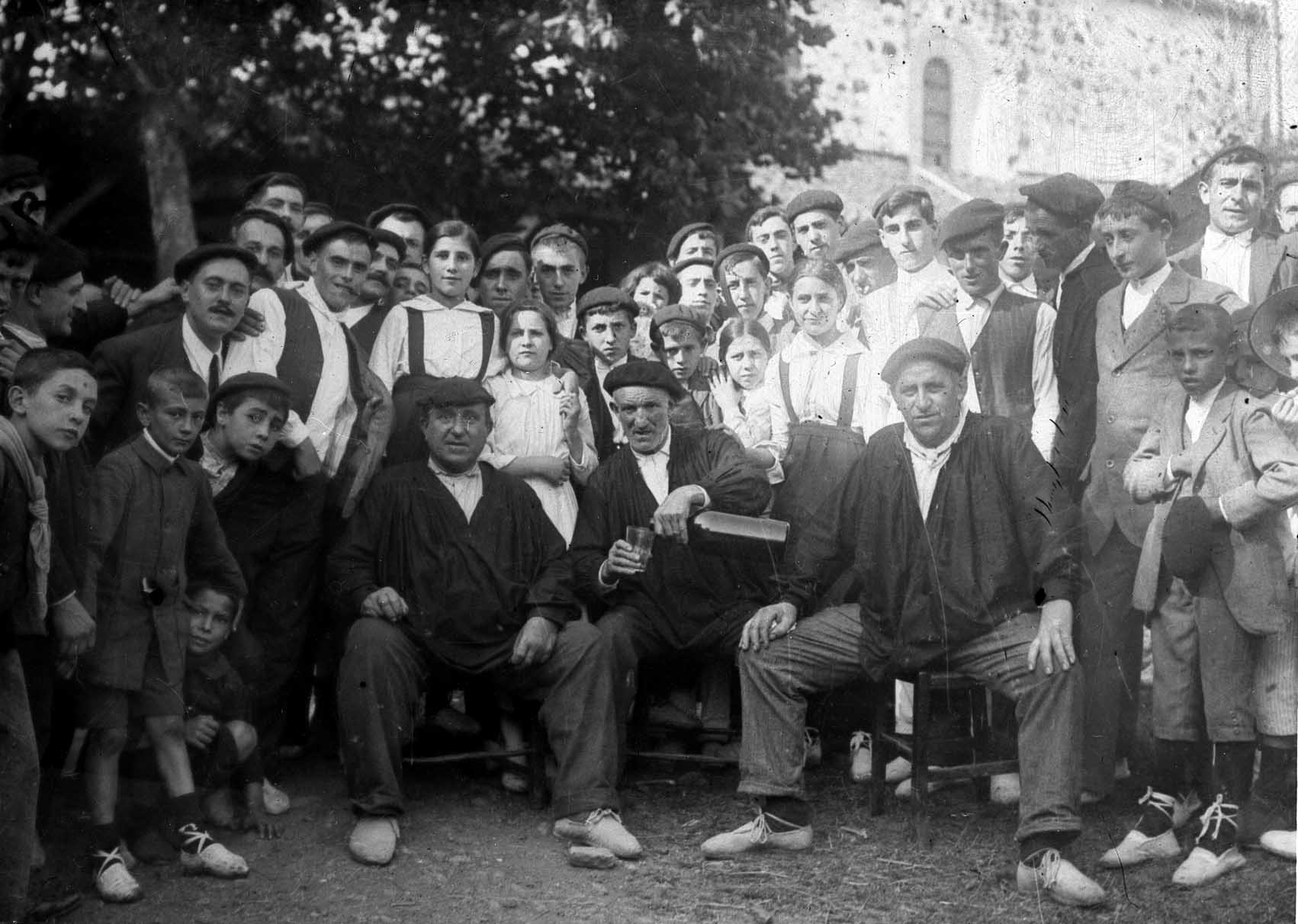
Les bertsolari Txirrita, Olegario et Juan Bautista Urkia Gaztelu à Arrate (Eibar) en 1915. Photographe d'Indalecio Ojanguren.

En 1935, il participe au premier championnat de bertsolari organisé en Pays basque, qu'il remporte l'année suivante, s'illustrant de manière piquante et brillante dans l'improvisation de zortziko. Quelques mois plus tard, en mai 1936, il subit un accident vasculaire cérébral lors des fêtes de Goizueta, en Navarre. Il meurt quelques jours plus tard, le 3 juin 1936 dans la ferme Gazteluene du village de Altza (aujourd'hui un quartier de Saint-Sébastien) où il habitait.

## Hommages
Plusieurs rues portent son nom dans des villes et villages du Pays basque. À Hernani, sa maison natale est préservée, et l'école primaire a été nommée après lui.

## Quelques poèmes

### Zortziko txiki
| Ezagutzen al dezu Pedro Latze-kua ? Ez gizon altua, motza ta sendua ; aren semea nazu onlako trapua aitak etxian nai ez ta bialitakua. | Savez-vous qui est Pedro Latze ? Ce n'est pas un grand homme, mais petit et trapu ; Je suis son fils, et un bon à rien. Mon père m'a donné parce que je ne voulais pas rester à la maison. |

### Zortziko handi
Ce poème a été noté par Txirrita quelques mois avant sa mort :
| Zenbat errezo egin izan det Nere denboran elizan, Ta pozik nago ikusirikan Pakian nola gabitzan. Ni naizen bezin kobarderikan Inor ezin leike izan Zemeak gerra ez joateatik Mutil zar gelditu nintzan. | J'ai dû faire beaucoup de prières Durant mon temps passé à l'église, Et je suis heureux de constater Que nous sommes en paix. Nul ne pourrait être Plus pacifiste que moi Pour que mes fils n'aillent pas à la guerre Je suis resté vieux garçon. |